# Sweden TST
Sweden TST är en 12:a från 1984, av punkbandet T.S.T. Värderas till ungefär 135-270kr av Punktipset.

## Låtar på albumet
| Nr | Titel                         | Längd | Notering |
| -- | ----------------------------- | ----- | -------- |
| 1. | Sweden                        |       |          |
| 2. | Teenager In Love              |       |          |
| 3. | Generation Celebration        |       |          |
| 4. | Power And Glory (Live)        |       |          |
| 5. | C'mon                         |       |          |
| 6. | Come Home (Live)              |       |          |
| 7. | Third World War (Live)        |       |          |
| 8. | Fuck The Law The Law Fuck You |       |          |